# Olavi Salminen
Olavi Ilmari Salminen Sysinoro (Turku, 15 ottobre 1920 – 4 agosto 1999) è stato un pentatleta finlandese.

## Palmarès
In carriera ha conseguito i seguenti risultati:
- Mondiali:

Stoccolma 1949: argento nel pentathlon moderno a squadre.